# Pauline Johnson
Pauline Johnson (Newcastle upon Tyne, 13 de novembro de 1899 – Sherborne, Dorset, 13 de fevereiro de 1947) foi uma atriz de cinema britânica. Johnson foi uma atriz principal nos filmes britânicos durante a era do cinema mudo.

## Filmografia selecionada
- The Imperfect Lover (1921)
- Class and No Class (1921)
- A Sailor Tramp (1922)
- Wanted, a Boy (1924)
- One of the Best (1927)
- The Hellcat (1928)
- What Next? (1928)
- The Flying Scotsman (1929)
- The Wrecker (1929)
- Wait and See (1929)
- Little Miss London (1929)
- Would You Believe It! (1929)